# Ken Iwase
Ken Iwase (岩瀬 健, Iwase Ken) est un footballeur japonais né le 8 juillet 1975.